# Gymnothorax polyuranodon
Gymnothorax polyuranodon és una espècie de peix de la família dels murènids i de l'ordre dels anguil·liformes.

## Morfologia
Els mascles poden assolir els 92,5 cm de longitud total.

## Distribució geogràfica
Es troba a Sri Lanka, Indonèsia, Borneo, Nova Guinea, les Filipines, Fidji, Palau, Austràlia, Nova Caledònia.